# Dana E. Glauberman
Dana E. Glauberman est une monteuse américaine née le 11 décembre 1968.

## Biographie

### Jeunesse
Glauberman est née dans le Comté de Los Angeles, en Californie. Enfant, elle aime les puzzles. Elle s'est inscrite à l'université de Californie, Santa Barbara, initialement intéressée par la photographie, mais a suivi un cours de production cinématographique qui l'a initiée au montage de films, occupation qu'elle juge similaire aux puzzles de son enfance. Elle a obtenu une licence en études cinématographiques en décembre 1990,.

### Carrière
Le premier emploi de Glauberman dans l'industrie a été celui d'assistante de production chez Hearst Entertainment. Elle a travaillé sous la direction d'Arthur Schmidt, de Sheldon Kahn (en) et de Wendy Greene-Bricmont, tout en acquérant de l'expérience. Elle a travaillé principalement pour la télévision tout au long des années 1990, assurant le montage des séries télévisées Bienvenue en Alaska (Northern Exposure), Docteur Quinn, femme médecin (Dr. Quinn, Medicine Woman) et La croisière s'amuse (Love Boat: The Next Wave),.
Alors qu'elle assiste Sheldon Kahn sur des projets de films d'Ivan Reitman, Glauberman fait la connaissance de son fils, Jason Reitman. Jason lui a ensuite demandé de monter son premier long métrage, Thank You for Smoking, après que Glauberman l'a aidé,,. Thank You for Smoking est très bien accueilli et permet à Glauberman d'être nommée à un Eddie Award aux American Cinema Editors Awards. Elle est nommée à nouveau pour ce prix grâce à son travail sur le film suivant de Reitman, Juno.
Le troisième long métrage de Glauberman avec Reitman, In the Air (Up in the Air), marque la première fois qu'elle travaille en haute définition. Elle reçoit sa troisième nomination aux Eddie Awards pour son travail sur ce film.

### Vie privée
Glauberman réside à Los Angeles, en Californie.

## Distinctions
En plus de ses nominations aux Eddie Awards, Glauberman a remporté deux prix : le prix du monteur de l'année des Hamilton Behind the Camera Awards 2009 pour In the Air et le prix du monteur de l'année du Festival du film de Hollywood,,. Glauberman a été élue membre des American Cinema Editors.

## Filmographie
Sauf indication contraire, les informations mentionnées dans cette section peuvent être confirmées par la base de données cinématographiques IMDb,  présente dans la section « Liens externes ».
- 2001 : Rain de Robert J. Wilson
- 2005 : Heart of the Beholder de Ken Tipton
- 2005 : Thank You for Smoking de Jason Reitman
- 2006 : Factory Girl de George Hickenlooper
- 2007 : Juno de Jason Reitman
- 2009 : In the Air (Up in the Air) de Jason Reitman
- 2009 : Coup de foudre à Seattle (Love Happens) de Brandon Camp
- 2011 : Young Adult de Jason Reitman
- 2011 : Sex Friends (No Strings Attached) d'Ivan Reitman
- 2012 : Maman, j'ai raté ma vie (The Guilt Trip) d'Anne Fletcher
- 2013 : Last Days of Summer (Labor Day) de Jason Reitman
- 2014 : Le Pari (Draft Day) d'Ivan Reitman
- 2014 : Men, Women and Children (Men, Women & Children) de Jason Reitman
- 2018 : Creed II de Steven Caple Jr.
- 2021 : SOS Fantômes : L'Héritage (Ghostbusters: Afterlife) de Jason Reitman